# 9723 Binyang
9723 Binyang eller 1981 EP13 är en asteroid i huvudbältet som upptäcktes den 1 mars 1981 av den amerikanska astronomen Schelte J. Bus vid Siding Spring-observatoriet. Den är uppkallad efter Bin Yang.
Asteroiden har en diameter på ungefär 4 kilometer.